# Чахар-Юихоуци
Хошун Чахар-Юихоуци (кит. упр. 察哈尔右翼后旗, пиньинь Cháhā'ěr Yòuyì Hòuqí, монг. Цахар ар баруун хошуу), сокращённо хошун Чаюхоу (кит. упр. 察右后旗, пиньинь CháYòuHòu qí) — хошун городского округа Уланчаб автономного района Внутренняя Монголия (КНР). Название хошуна означает «Тыльное знамя чахарского правого крыла».

## История
При империи Мин здесь кочевали чахары. При империи Цин на этих землях были поселены чахары чисто-жёлтого и чисто-красного знамён.
После Синьхайской революции эти земли вошли в состав провинции Суйюань, но монголы сохранили традиционную структуру управления. Во время гражданской войны в Китае в 1948 году восточная часть провинции Суйюань оказалась под контролем коммунистов, и на территории четырёх хошунов было создано коммунистическое правительство.
После образования КНР в 1950 году Центральный хошун, а также хошуны чисто-красного, чисто-жёлтого, красного с каймой и синего с каймой знамени были объединены в единый хошун. В 1954 году на землях бывших хошунов чисто-жёлтого и чисто-красного знамён, а также расформированных уездов Цзинин и Таолинь был создан хошун Чахар-Юихоуци.

## Административное деление
Хошун Чахар-Юихоуци делится на 5 посёлков, 1 волость и 2 сомона.